# ایوان فربر
ایوان فربر (فرانسوی: Yvan Frebert‎؛ زادهٔ ۱۹ نوامبر ۱۹۶۰) دوچرخه‌سوار اهل فرانسه است.